# Variable annuity
La variable annuity (VA) - in italiano "rendita variabile" - è una polizza assicurativa a contenuto finanziario.

## Caratteristiche
Le variable annuities si propongono i seguenti obiettivi:
- Lasciare piena libertà all'investitore nella scelta del fondo "unit" su cui investire (obbligazionario, azionario, ecc.)
- Vendere all'investitore una garanzia assicurativa in maniera diretta e separata rispetto al fondo "unit", e in maniera estremamente trasparente. In pratica, la garanzia ha un certo costo chiaramente esplicitato dall'assicuratore, che copre l'investitore da uno o più dei seguenti rischi:
  - morte dell'investitore/assicurato;
  - riscatto in un momento predeterminato (es., dopo 5, 10 e 15 anni);
  - scadenza contrattuale (es., al 20º anno);
  - stacco di cedole in momenti predeterminati;
  - rischio longevità ("longevity risk"), attraverso l'assicurazione di una rendita vitalizia di importo iniziale predeterminato.

La copertura consiste nell'assicurare il capitale investito o una rendita, e a volte anche una certa rivalutazione, fissa (o "ratchet") oppure variabile (o "rider").
Ovviamente, più la garanzia è alta (in termini di importi) e/o estesa (in termini di eventi coperti, tra quelli elencati), più essa risulterà costosa per l'investitore.
Le VA sono prodotti assicurativi/finanziari dall'alto contenuto assicurativo. Sono complessi per gli assicuratori da costruire (richiedono una vasta conoscenza della popolazione di riferimento in relazione agli eventi assicurabili, e quindi anche un'ottima statistica relativamente a tali eventi), ma sono molto semplici e trasparenti per gli investitori. Offrono una garanzia, ad un prezzo chiaro ed esplicito, la cui finalità è quella di consentire all'investitore di stare sul mercato, beneficiando di fasi rialziste e nel contempo non dovendo temere perdite in tutti i casi in cui le somme assicurate vengano riscattate per uno degli eventi coperti dalla garanzia.

## Diffusione
Il primo paese che ha visto una massiccia commercializzazione di VA sono stati gli USA, a cui è seguito il Giappone. Le VA stanno ora prendendo piede anche in Europa: Francia, Spagna e Germania hanno già assistito a un primo sviluppo del mercato. In Italia sono stati commercializzati da ALLIANZ, AXA e da Assicurazioni Generali.